# Reinaldo Rueda
Reinaldo Rueda Rivera (ur. 3 lutego 1957 w Cali) – kolumbijski trener piłkarski.

## Kariera trenerska
| Reprezentacja | Turniej                      | Wynik           |
| ------------- | ---------------------------- | --------------- |
| Kolumbia U-17 | Mistrzostwa Świata U-17 2003 | Czwarte miejsce |
| Kolumbia U-20 | Mistrzostwa Świata U-20 2003 | Trzecie miejsce |
| Kolumbia      | Copa América 2004            | Czwarte miejsce |
| Kolumbia      | Złoty Puchar CONCACAF 2005   | Półfinał        |
| Honduras      | Złoty Puchar CONCACAF 2007   | Ćwierćfinał     |
| Honduras      | Złoty Puchar CONCACAF 2009   | Półfinał        |
| Honduras      | Mistrzostwa Świata 2010      | Faza grupowa    |
| Ekwador       | Copa América 2011            | Faza grupowa    |
| Ekwador       | Mistrzostwa Świata 2014      | Faza grupowa    |